# Rosh HaAyin
Rosh HaAyin (in ebraico רֹאשׁ הָעַיִן‎? [ˌroːʔʃ häˈʔä.in], letteralmente "sorgente"; in arabo روش هاعين‎?) è una città nel distretto Centrale di Israele. A ovest di Rosh HaAyin si trova la fortezza di Antipatride e la sorgente del fiume Yarkon. A sud-est c'è la fortezza di Migdal Afek (Migdal Tzedek). Nel 2017 aveva una popolazione di 50.453 abitanti.